# Raevskij (città)
Raevskij (in russo Раевский?; in baschiro Раевка) è un villaggio della Russia europea orientale, situato nella Repubblica autonoma della Baschiria; appartiene amministrativamente al rajon Al'šeevskij, del quale è il centro amministrativo.
Si trova sulla riva sinistra del fiume Dëma (un affluente della Belaja).